# Liste des évêques de Sarno
Le diocèse de Sarno est un diocèse italien en Campanie avec siège à Sarno. Le diocèse est fondé au XIe siècle. En 1818 le diocèse est uni avec le diocèse  de Cava dans le diocèse de Cava et Sarno. 

## Évêques
- Adeodatus  † (679)
- Jean Ier  † (? - 1025)
- Riso † (1066 - ?)
- Jean II  † (1111 - 1118)
- Jean  III † (1119 - 1134)
- Pierre † (1134 - 1156)
- Jean IV † (1156 - 1180)
- Unfrido † (1180 - 1202)
- Tibaldo † (1201 - 1208)
- Roger I † (1209 - 1216)
- Jean V † (1216 - 1224)
- Jean VI † (1224 - 1254)
- Angelo Cacciavolpe † (24 novembre 1254 - 1265)
- Jean  VII † (1265 -  1282)
- Guillaume † (1296 - 1309)
- Roger †
- Roger de Canalibus † (23 mars 1311 - 1316)
- Giordano de Miramonte, O.P. † (1316 - 1324)
- Napoléon  Ier † (1324 - 1330)
- Nicolas ? † (1333 - 1333 )
- François, O.F.M.Obs. ? † (15 mars 1333 - 1340)
- Napoléon II † (1340 - 1350 )
- Théobald † (16 avril 1350 - 1370)
- Jean  VIII † (24 novembre 1372 - 1418 )
- Marco da Teramo † (29 décembre 1418 - 1439 )
- Andrea da Nola, O.F.M. † (23 novembre 1439 - ?)
- Leonardo † (29 janvier 1470 - ?)
- Antonio de' Pazzi † (18 août 1475 - 26 février 1477)
- Giovanni IX † (1er juin 1477 - 16 février 1481)
- Andrea De Ruggiero † (16 février 1481 - ? )
- Agostino Tuttavilla † (6 juillet 1496 - 1501 )
- Giorgio Maccafano de' Pireto † (16 août 1501 - 1513 )
  - Francisco de Remolins † (22 juin 1513 - 11 février 1517 ) (administrateur apostolique)
- Ludovico Platamone † (11 février 1517 - 18 février 1518 )
  - Silvio Passerini † (18 février 1518 - 20 juin 1519 ) (administrateur apostolique)
  - Guglielmo Beltràn † (20 juin 1519 - 1524) (administrateur apostolique)
  - Silvio Passerini † (1524 - 20 avril 1529 ) (administrateru apostolique)
  - Andrea Matteo Palmieri † (24 mai 1529 - 24 août 1530 ) (administrateur apostolique)
  - Pompeo Colonna † (24 août 1530 - 28 juin  1532) (administrateur apostolique)
- Ludovico Gomez † (24 avril 1534 - 1543 )
- Francesco Sfondrati † (12 octobre 1543 - 27 octobre 1544)
- Mario Ruffino † (27 octobre 1544 - 7 février 1547 )
- Donato Martuccio † (16 mars 1547 - 1548 )
- Guglielmo Tuttavilla † (27 avril 1548 - 1569)
- Vincenzo Ercolano, O.P. † (14 décembre 1569 - 9 février 1573 )
- Vincenzo De Siena, O.P. † (19 février 1573 - 10 janvier 1578)
- Paolo Fusco † (17 février 1578 - 27 avril 1583 )
- Girolamo Matteucci † (8 août 1583 - 5 décembre 1594 )
- Antonio d'Aquino † (24 novembre 1595 - 23 juillet 1618 )
- Stefano Sole De Castelblanco, C.R. † (22 octobre 1618 - 21 octobre 1657 )
- Antonio De Matteis Corano † (27 janvier 1659 - 8 octobre 1665 )
- Sisto Maria Pironti, O.P. † (5 mai 1666 - 11 août 1673)
- Nicola Antonio De Tura † (septembre 1673 - mai ou 16 juillet 1706 )
- Marcantonio Attaffi † (14 novembre 1706 - 11 février 1718 )
- Diego o Didaco Di Pace † (10 mai 1718 - 28 novembre 1737 )
- Francesco De Novellis † (27 janvier 1738 - 2 mai 1760 )
- Giovanni Saverio Pirelli † (19 août 1760 - 26 mars 1792 )
- Lorenzo Potenza † (26 mars 1792 - 1er septembre 1811 )
  - Vacance (1811-1818)
  - Uni avec Cava (1818-1972)
- Jolando Nuzzi (it) † (25 septembre 1972 - 30 septembre 1986)